# レスリー・アン・ウォーレン
レスリー・アン・ウォーレン（Lesley Ann Warren, 1946年8月16日 - ）は、アメリカ合衆国の女優、歌手である。

## 来歴
1946年にニューヨークに生まれる。母親は歌手で、父親は不動産業者だった。ロシア系ユダヤ人の家系で、もともとの父方の苗字はウォレノフ。5フィート8インチ（173cm）の長身を生かしてバレエダンサーを目指し、スクール・オブ・アメリカン・バレエに通っていたが、女優に憧れだし、17歳でアクターズ・スタジオへ入学。当時最年少での入学者となった。
1963年にミュージカル『110 in the Shade 』でブロードウェイデビューを果たし、1965年に出演したミュージカル舞台『Drat! The Cat! 』ではシアター・ワールド・アワードを授与された。1973年、ミュージカル『スカーレット』のロサンゼルス・プロダクションでスカーレット・オハラを演じたが、この公演は評判が芳しくなくブロードウェイに進出することはなかった。しかし舞台において着実にキャリアを確立していった。

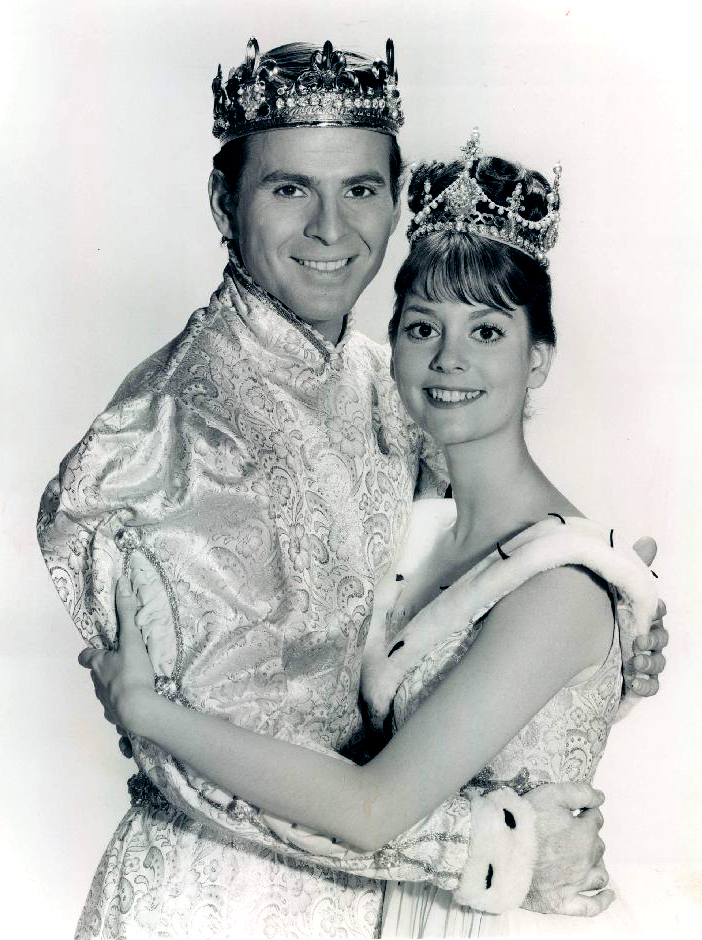
シンデレラ役のウォーレンと王子役のスチュアート・デイモン

映画『サウンド・オブ・ミュージック』のリーズル役に落選したが、徐々にテレビへの出演も増えていく。1965年、ロジャース&ハマースタインのテレビ版のミュージカル『シンデレラ』では主役のシンデレラを演じ、テレビ界での最初の大きな成功となった。1970年から1971年にかけて、『スパイ大作戦』に主要女性登場人物ダナ・ランバート役で出演した。ペイトリック・ホワイトの『The Complete Mission: Impossible Dossier 』によると、ウォーレンはこの役を演じるには経験が浅過ぎたとされ1年で降板となった。しかし1970年代に入るとテレビ映画、連続ドラマなどでさらに主役級のポジションを獲得していった。『マペット・ショー』第3シーズンにゲスト出演し、映画版にも出演した。1975年、ブロードウェイ・ミュージカルをテレビドラマ化した『スーパーマン(It's a Bird...It's a Plane...It's Superman )』では、スーパーマンの恋人役であるロイス・レインを演じた。1978年、映画版『スーパーマン』でも同役のオーディションを受けたものの、マーゴット・キダーが配役された。映画のVHSまたはDVDでウォーレンのスクリーン・テストの映像が特典映像として追加されている。
映画においては1981年、デヴィッド・ヘミングス監督によるニュージーランドのサスペンス・アクション・スリラー映画『Race for the Yankee Zephyr 』でケン・ウォール、ジョージ・ペパード、ドナルド・プレザンスと共に主演した。1982年、ミュージカル・コメディ映画『ビクター/ビクトリア』でギャングの頭が弱い愛人ノーマ・キャシディ役を演じ、その演技が高く評価されアカデミー助演女優賞にノミネートされた。ゴールデン・グローブ賞においてはこれまで5度のノミネート経験があり、1977年、ハロルド・ロビンズの『79 Park Avenue 』でミニシリーズ部門において最優秀主演女優賞を獲得した。

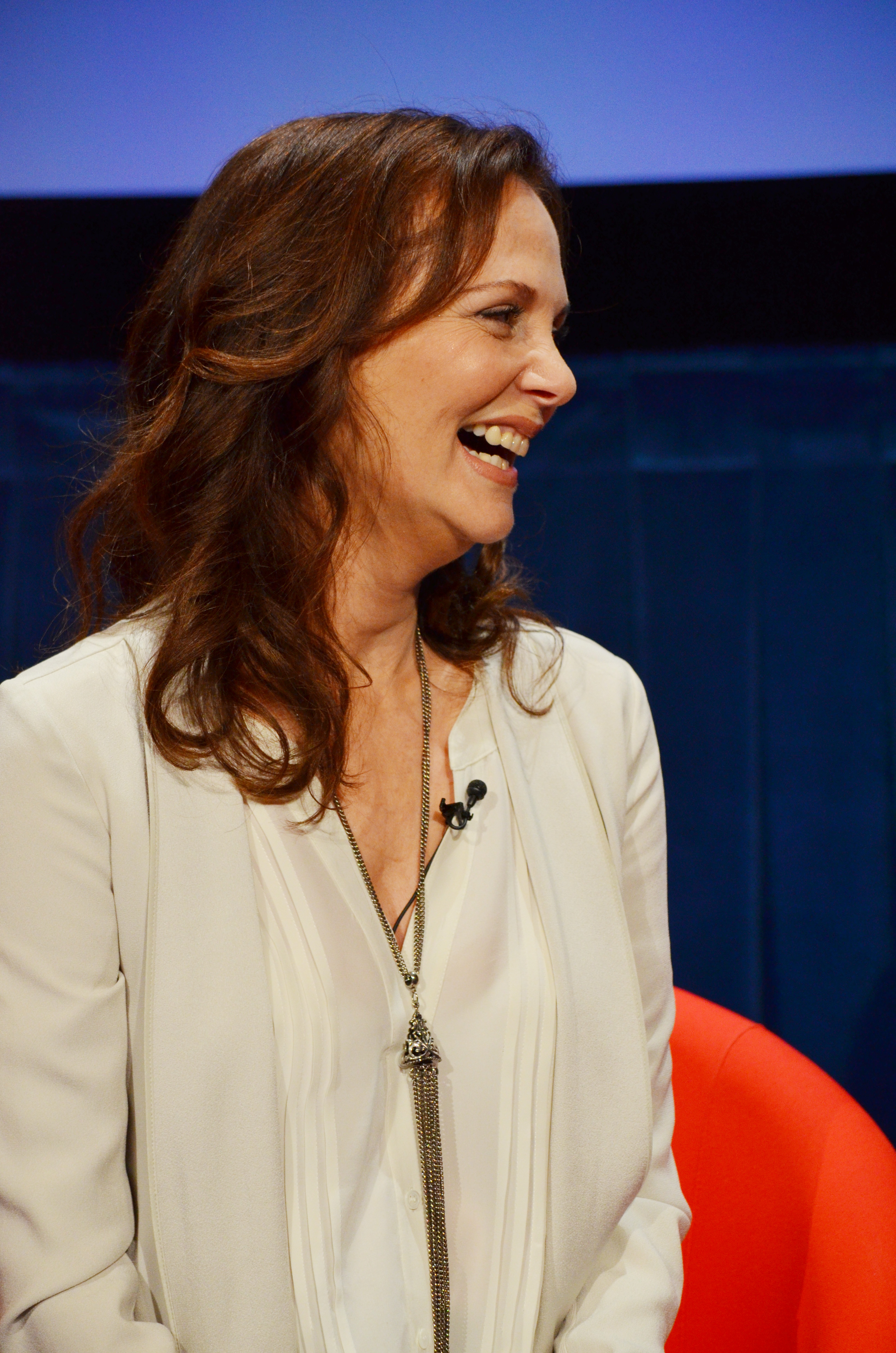
2012年

1975年、『刑事コロンボ』第4シーズンのエピソード『5時30分の目撃者』で精神患者役を演じ、ピーター・フォーク、ジョージ・ハミルトンと共演した。1977年、イーグルスの『駆け足の人生』のミュージック・ビデオに出演した。1985年、人気ボードゲームのコメディ映画化『殺人ゲームへの招待』で第一級殺人容疑者の1人ミス・スカーレット役で主演した。1986年、ボブ・シーガーのヒット曲『American Storm 』のミュージック・ビデオに主演した。1987年、シェリー・デュヴァルの『フェアリーテール・シアター』のエピソードで、童話『The Twelve Dancing Princesses 』を基にした『踊るお姫様』にジャネッタ姫役で出演した。1989年、エアロスミスの『Janie's Got a Gun 』のミュージック・ビデオにジェイニーの母親役で出演した。1991年、テレビ映画『Family of Spies 』でエミー賞にノミネートされた。1994年、スリラー映画『薔薇の素顔』で異常性欲の役を演じたものの、作品の評価は低く、ウォーレンはゴールデンラズベリー賞最低助演女優賞にノミネートされた。作品自体も最低作品賞を受賞したが、ビデオ販売で成功を収めている。
近年でも『ふたりは友達? ウィル&グレイス』でウィル・トルーマンの父の愛人役や『デスパレートな妻たち』でスーザン・メイヤーの母親役などを演じて話題ドラマに出演したほか、『女検死医ジョーダン』のリリー・リボウスキーの母親役、『Less than Perfect 』のキップ・ステッドマンの母親役、USAネットワークのオリジナル・ドラマ『ザ・プロテクター/狙われる証人たち』のメアリー・シャノンの母親役を演じるなど、精力的に活動を続けている。

### 私生活
1967年に映画プロデューサーとして知られるジョン・ピーターズと結婚。一人息子をもうけたが後に離婚し、2000年に再婚を果たした。

## 出演作品

### 映画
- チャップマン報告(レポート) The Chapman Report (1962) ※ノークレジット
- シンデレラ Cinderella (1965) ※テレビ映画
- 最高にしあわせ The Happiest Millionaire (1967)
- ファミリー・バンド The One and Only, Genuine, Original Family Band (1968)
- 脱出! 恐怖の旅客機遭難 Seven in Darkness (1969) ※テレビ映画
- 恐怖の復讐鬼 Love Hate Love (1971) ※テレビ映画
- Assignment: Munich (1972) ※テレビ映画
- Pickup on 101 (1972)
- The Daughters of Joshua Cabe (1972)
- Saga of Sonora (1973)
- スーパーマン (1975) ※テレビ映画
- ニューヨーク一獲千金 Harry and Walter Go to New York (1976)
- 証言 Betrayal (1978) ※テレビ映画
- ストリッパー/母の素顔 Portrait of a Stripper (1979) ※テレビ映画
- 湖の秘宝の謎 Race for the Yankee Zephyr (1981)
- ビクター/ビクトリア Victor Victoria (1982) ※アカデミー助演女優賞ノミネート
- Portrait of a Showgirl (1982)
- チューズ・ミー Choose Me (1984)
- ソングライター Songwriter (1984)
- 殺人ゲームへの招待 Clue (1985)
- アポロジー/変質殺人者の告白 Apology (1986)
- A Fight for Jenny (1986)
- バーグラー/危機一髪 Burglar (1987)
- ザ・コップ Cop (1988)
- ホンキートンク天国 Baja Oklahoma (1988)
- 3人の婚約者 Worth Winning (1989)
- ローラ Lola (1990) ※テレビ映画
- シークレット・サブマリン Family of Spies (1990) ※テレビ映画
- メル・ブルックス/逆転人生 Life Stinks (1991)
- A Seduction in Travis County (1991) ※テレビ映画
- In Sickness and in Health (1992) ※テレビ映画
- ピュア・カントリー Pure Country (1992)
- Willing to Kill: The Texas Cheerleader Story (1992) ※テレビ映画
- A Mother's Revenge (1993) ※テレビ映画
- 薔薇の素顔 Color of Night (1994)
- バード・オブ・プレイ Bird of Prey (1995)
- Murderous Intent (1995) ※テレビ映画
- インディアナポリスの夏 青春の傷跡 Going All the Way (1997)
- イギリスから来た男 The Limey (1999)
- ツイン・フォールズ・アイダホ Twin Falls Idaho (1999)
- 鬼教師ミセス・ティングル Teaching Mrs. Tingle (1999)
- ワイルドスティンガー Love Kills (1999)
- Ropewalk (2000)
- Trixie (2000)
- The Myersons (2001)
- Delivering Milo (2001)
- ザ・ウルフ Wolf Girl (2001) ※テレビ映画
- The Quickie (2001)
- セクレタリー Secretary (2002)
- My Tiny Universe (2004)
- Constellation (2005)
- マイ・ビッグ・ファット・ファーザー When Do We Eat? (2005)
- 誘惑の囁き Deepwater (2005)
- サブタレイニアン:狼の街 10th & Wolf (2006)
- Stiffs (2010)
- A Little Help (2010)
- Peep World (2010)
- スティーブ・ジョブズ Jobs (2013)

### テレビドラマ
- For the People (1965)
- ドクター・キルデア Dr. Kildare (1966)
- ガンスモーク Gunsmoke (1966)
- Run for Your Life (1966)
- モッズ特捜隊 The Mod Squad (1969)
- Love, American Style (1969)
- スパイ大作戦 Mission: Impossible (1970 - 1971)
- 警察医サイモン・ロック Dr. Simon Locke (1971)
- 四次元への招待 Night Gallery (1973)
- 刑事コロンボ Columbo (1975)
- 海底の大捜査線/SWAT緊急出動せよ! S.W.A.T. (1975)
- Doctors' Hospital (1975)
- 追跡者 Harry O (1975)
- 愛の嵐に Harold Robbins' 79 Park Avenue (1977) ※ゴールデン・グローブ賞受賞
- 真珠湾 Pearl (1978)
- ストリッパー／母の素顔 Portrait of a Stripper (1979)[4]
- Evergreen (1985)
- フェアリーテール・シアター 『おどるお姫様』 Faerie Tale Theatre (1987)
- American Playwrights Theater: The One-Acts (1990)
- アナザー・ライフ 天国からの3日間 Twice in a Lifetime (2000)
- ふたりは友達? ウィル&グレイス Will & Grace (2001 - 2006)
- 女検死医ジョーダン Crossing Jordan (2002 - 2005)
- Touched by an Angel (2003)
- ザ・プラクティス ボストン弁護士ファイル The Practice (2003)
- Less Than Perfect (2004)
- デスパレートな妻たち Desperate Housewives (2005 - 2011)
- ザ・プロテクター/狙われる証人たち In Plain Sight (2008 - 2012)
- サイク/名探偵はサイキック? Psych (2013)

### オリジナルビデオ
- 同居人/背中の微かな笑い声 Natural Enemy (1997)
- リッチー・リッチ/夢のマシンをとりもどせ! Ri¢hie Ri¢h's Christmas Wish (1998)

### その他
- ストーリー・オブ・スーパーマン 〜スーパーマンの全て〜 Look, Up in the Sky! The Amazing Story of Superman (2006) ※ドキュメンタリー